# Оздоев, Ахмет Идигович
Ахмет Идигович Оздоев — участник Первой мировой войны, всадник Ингушского конного полка «Дикой дивизии», полный Георгиевский кавалер, прапорщик.

## Биография
Участие Ингушского полка в войне началось с боёв при селе Рыбне. За отвагу, проявленную в этих боях 13 декабря 1914 года, Оздоев был награждён Георгиевским крестом 4 степени № 159485.
5 августа 1915 года великий князь Георгий Михайлович наградил ряд отличившихся всадников Ингушского полка. Среди них оказался и Оздоев, получивший Георгиевский крест 3 степени № 80074.
14 ноября 1917 года ставший к тому времени полным Георгиевским кавалером Ахмет Оздоев был произведён в прапорщики.